# 레오나르트 란징크

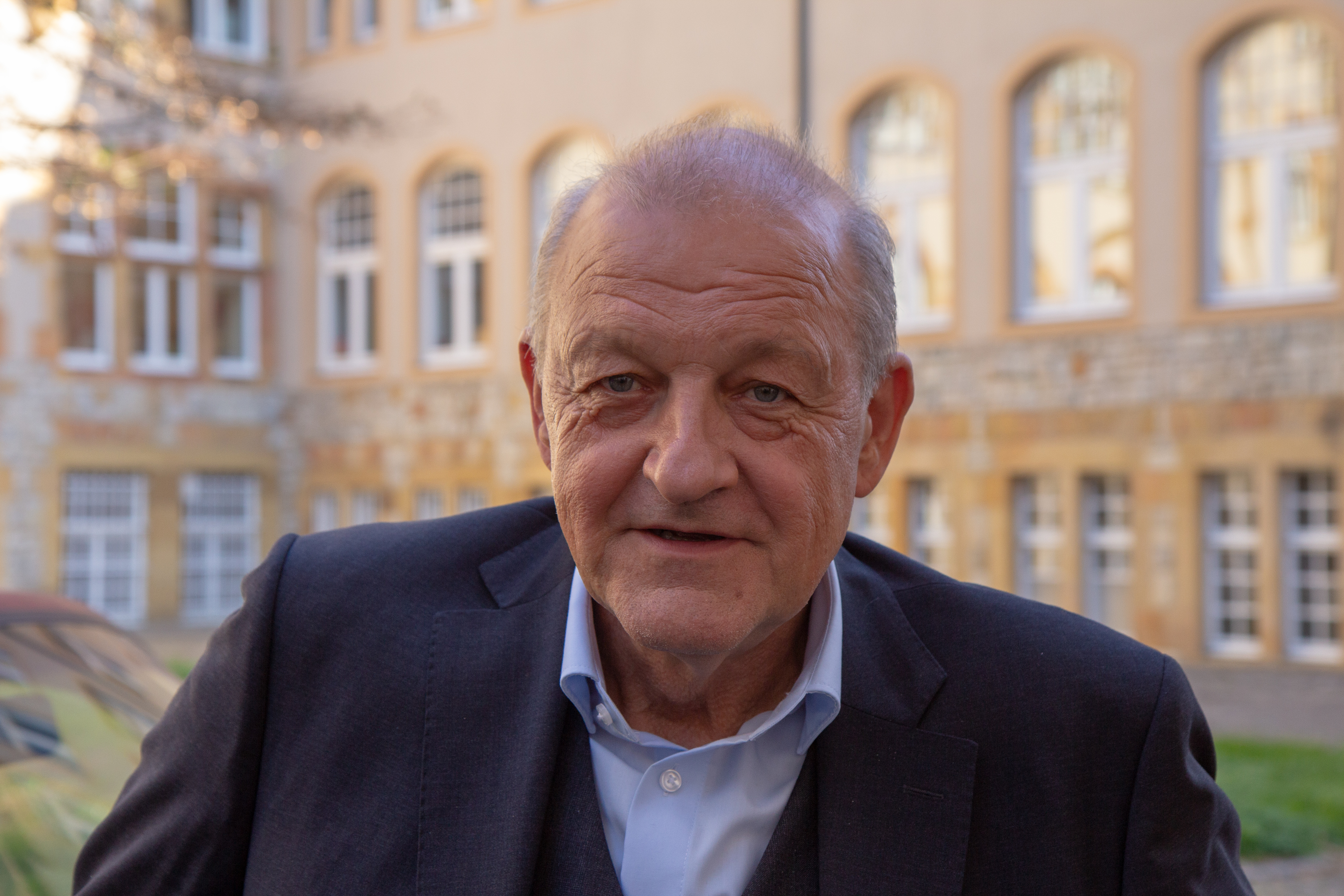

레오나르트 란징크(독일어: Leonard Lansink, 1956년 1월 7일 ~ )는 독일의 배우이다.
함에서 태어났다.

## 영화
- 나의 첫번째 기적 (2002년)
- 아남 (2001년)
- 노킹 온 헤븐스 도어 (1997년) - 슈네이더 역
- 킬러 콘돔 (1996년)
- 움직이는 남자 (1994년)
- 그로잉 업 7 (1987년)